# Boussoit
Boussoit (en wallon Bouswa) ou Boussoit-sur-Haine est une section de la ville belge de La Louvière, située en Wallonie dans la province de Hainaut.
C'était une commune à part entière avant la fusion des communes de 1977.
Cette localité rurale a la chance de posséder un très bel et rare exemple de petit Hôtel-Dieu médiéval.

## Étymologie
Boussoit existe déjà au Xe siècle et s’appelait Buxeide, en latin Buxetum (buxum « le buis » et -etum suffixe de lieu), signifiant « l’endroit où pousse le buis ». Le suffixe français -ois ou -oit a été utilisé depuis.

## Géographie

### Morphologie urbaine
- Petit Havré.
- Bois Madame.
- Petite Garenne.

## Évolution démographique
- Sources : INS, Rem. : 1831 jusqu'en 1970 = recensements, 1976 = nombre d'habitants au 31 décembre.

## Histoire
Des documents de l’époque rapportent qu’au Xe siècle, Boussoit s’appelait Buxeide.
Des objets des époques paléolithiques et néolithiques ont été mis à jour sur le territoire de la localité.
Au commencement de la période féodale, Boussoit faisait partie des possessions des Comtes de Hainaut. L’un de ces souverains l’en détacha pour en faire une seigneurie distincte. Les Comtes de Hainaut cédèrent la nouvelle seigneurie à la famille de Boussoit. Cette famille est restée illustre dans la région, non pas pour sa gouverne mais parce qu’un de ses membres, Jean Sausset, créa l’hôpital dédié à Saint-Julien (en 1286). Après la famille de Boussoit, le fief passa aux mains de la famille de Bois-d’Haine. Ensuite, ce fut au tour des familles de Hainaut, de Warelles, d’Auxi, Boulenger, Ruffault, Lannoy, la Croix, du Chastel de la Howarderie, Rodoan, Du Mont, Rodriguez et Nédonchel de posséder les terres de Boussoit. En l’honneur de la famille de Rodoan, et en particulier pour Philippe-François de Rodoan, le fief fut érigé en comté. La paroisse de Boussoit reçut son autonomie en 1305.
Le village et le château fort de la seigneurie furent de nombreuses fois détruits notamment en 1554, sur l’ordre du duc d’Alençon qui avait pris parti pour les calvinistes de Guillaume d’Orange.

## Héraldique
|  | Le lion provient de la famille du Chastel de la Howarderie qui dirigeaient le village de Boussoit pour la famille de Berlaymont au XVIIe siècle Blasonnement : De gueules à un lion d'or armé, lampassé et couronné d'azur, accompagné en chef d'un lambel à 3 pendants du même. - Arrêté royal : 21 juillet 1923 |

## Patrimoine et culture

### Patrimoine architectural
- L'hôpital Saint-Julien, hôtel-Dieu du XVIe siècle.
- La chapelle Saint-Julien, bâtie en 1286 par Jean Sausset, seigneur de Boussoit.
- Eglise Sainte-Marie-Madeleine, construite par l'architecte Dethuin en 1863, de style néo-roman[3].
- Château de Boussoit, construite en au début du XIXe siècle, racheté en 1920 par la Société des Charbonnages de Manage afin d'y aménager une hôtellerie[3].
- Boussoit abrite aussi une petite église orthodoxe ukrainienne.

## Galerie

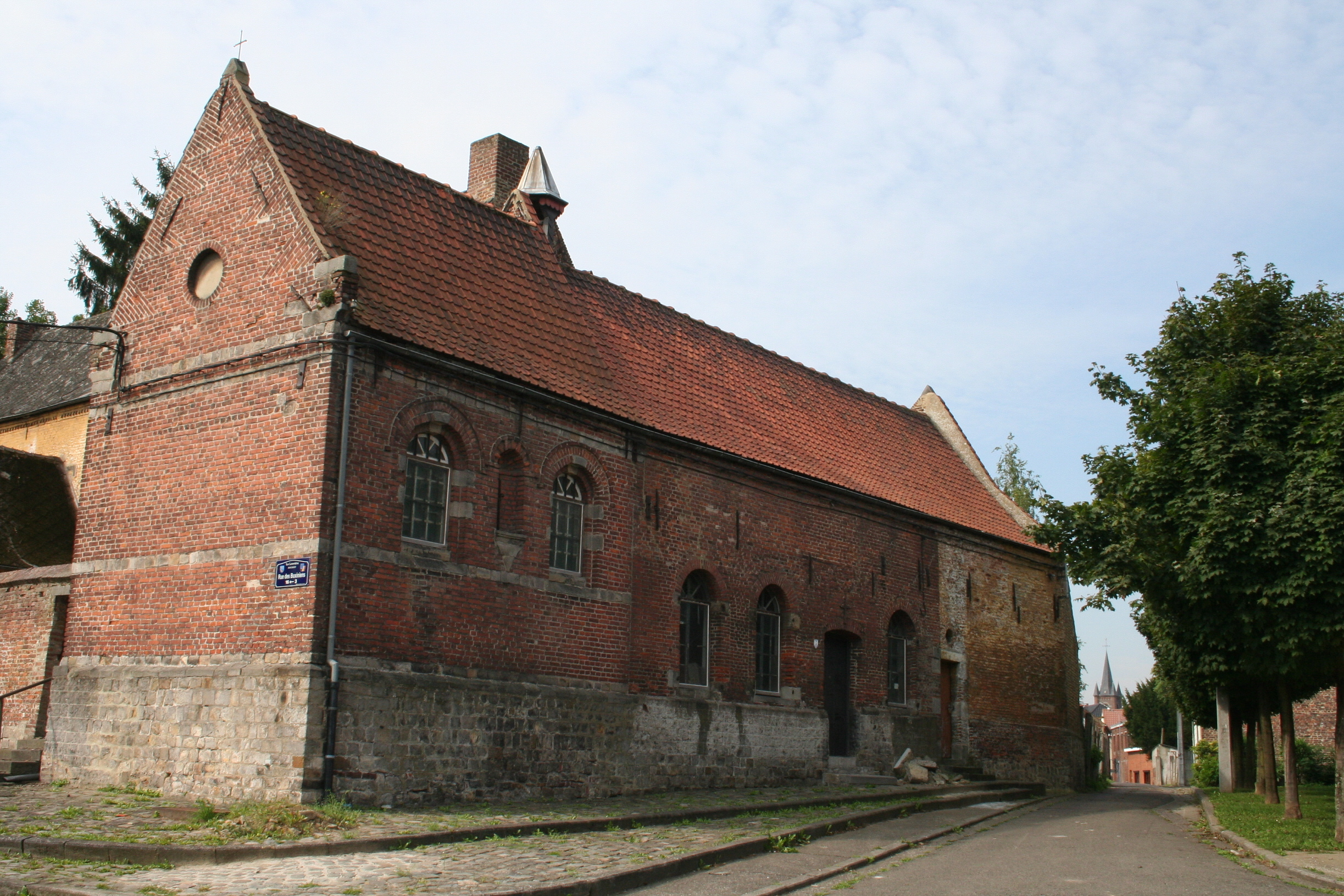
La chapelle Saint-Julien.
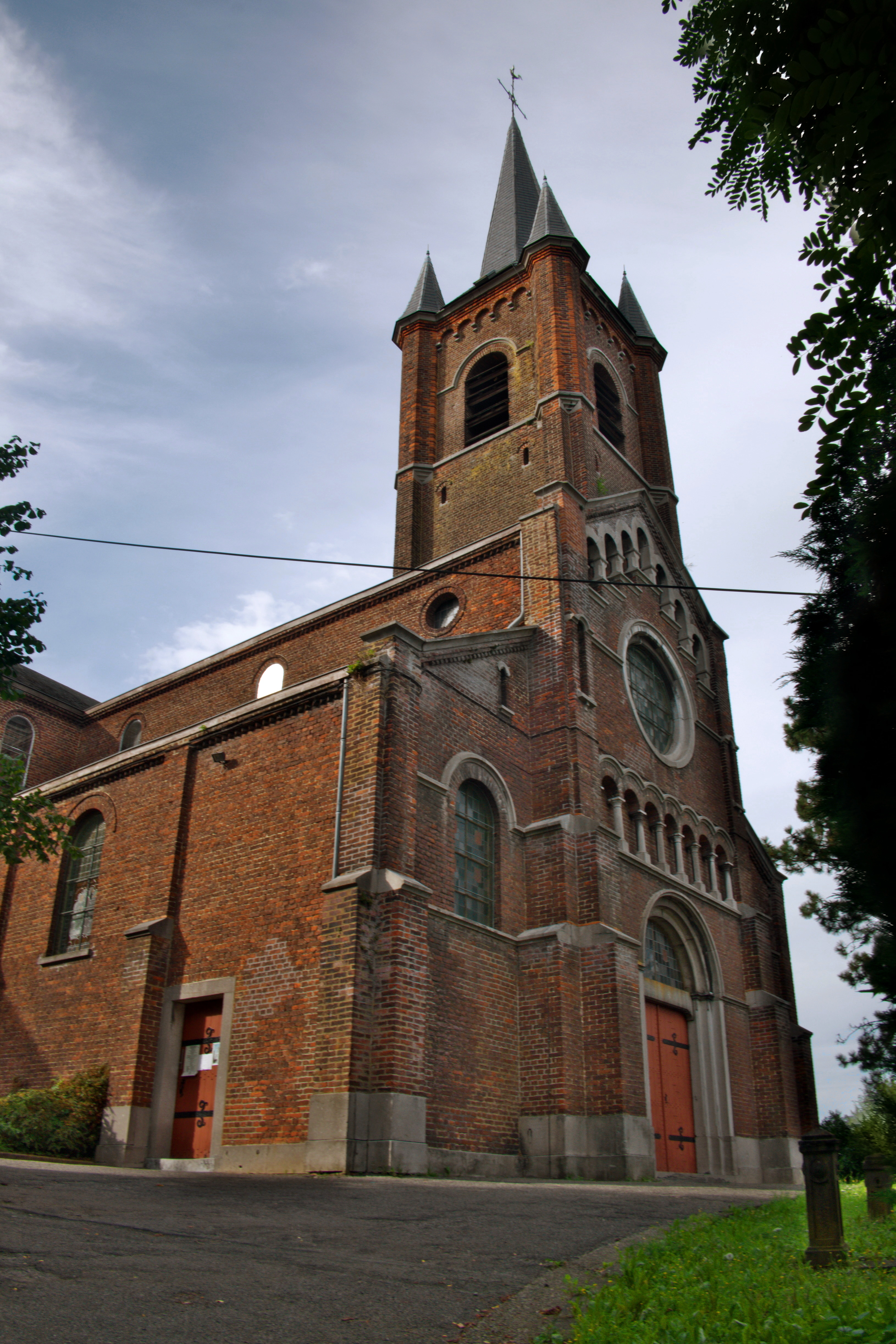
L'église Sainte-Marie-Madeleine.
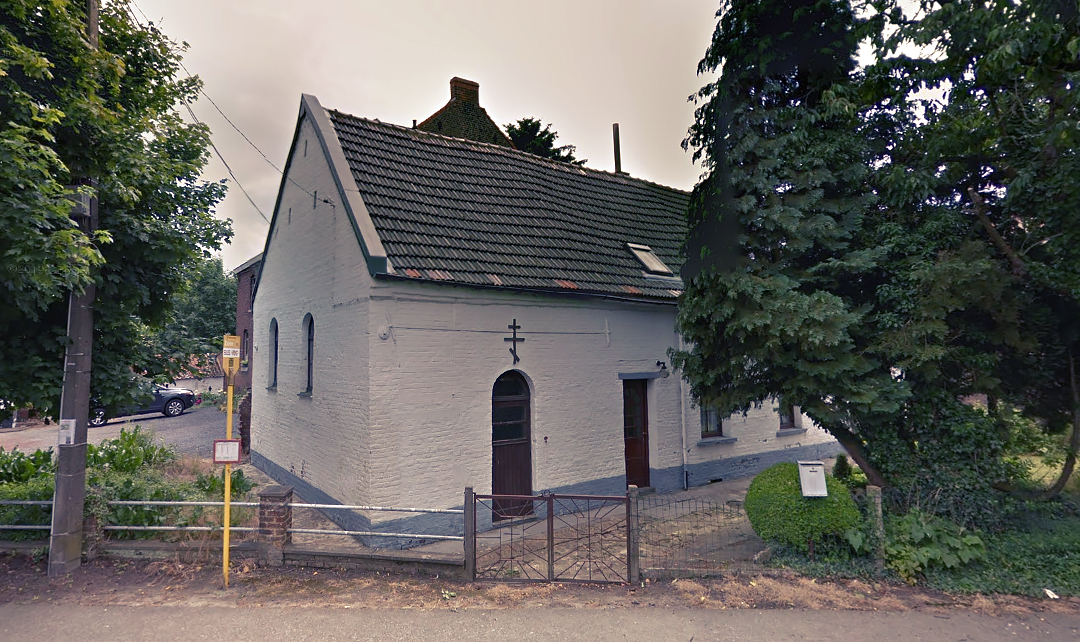
L'église orthodoxe ukrainienne.

## Économie

### Industrie
Le territoire de Boussoit ne comportait aucune entreprise ; seul le sous-sol était exploité par la Société des Charbonnages de Maurage (la Société disposait des sous-sol de Bray, Maurage et Boussoit pour son exploitation). Une grosse partie de la population de Boussoit était employée dans ces charbonnages et cela jusqu’à leur fermeture en 1961. C’est surtout l’agriculture et l’élevage qui ont fait vivre le village.